# Erwan Dianteill

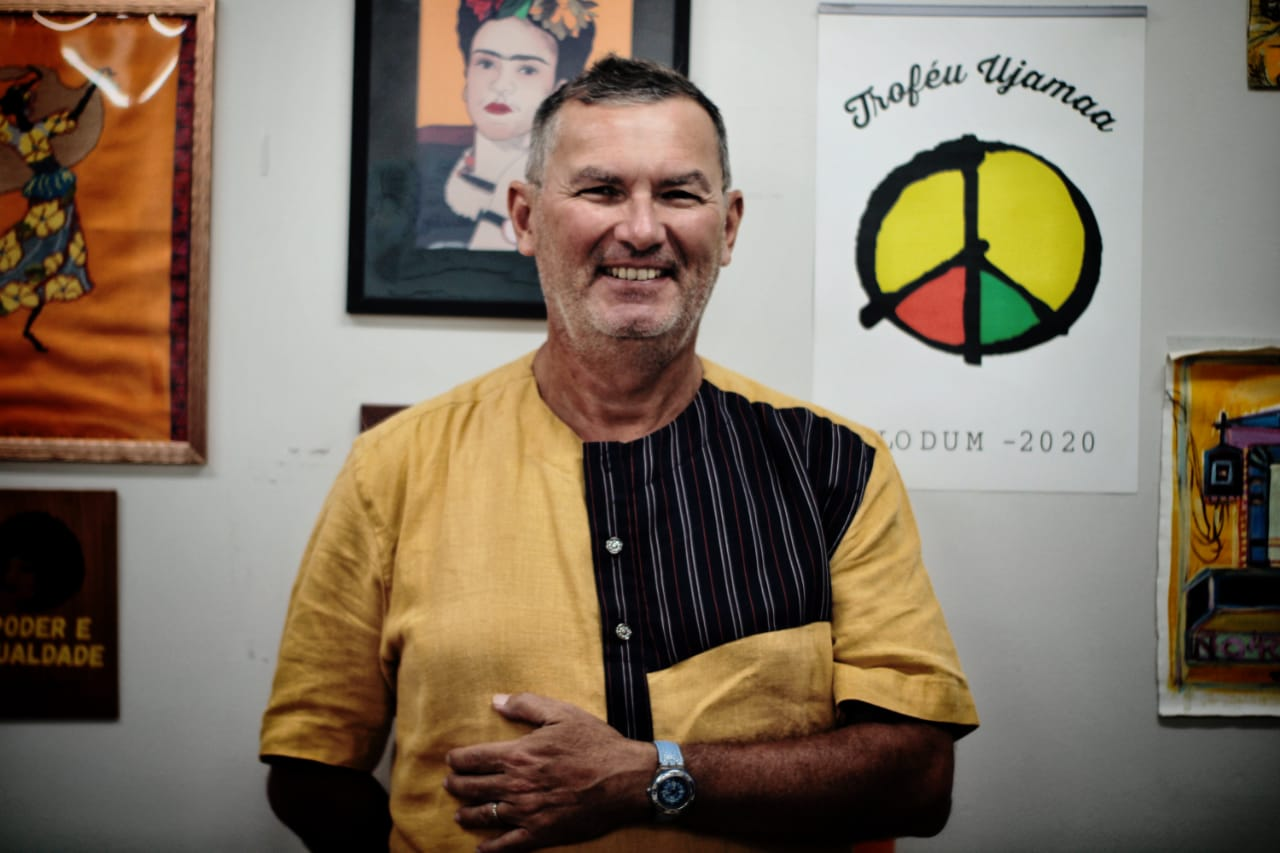
Dianteill convidado pelo Programa de Pós Graduação em Sociologia e Antropologia PPGSA, da Universidade Federal do Pará, 2023.

Erwan Dianteill (nascido em 1967) é um sociólogo e antropólogo francês. 

## Biografia
Dianteill é graduado pela Ecole Normale Supérieure Paris-Saclay, titular da agregação em Ciências Sociais, doutor em Sociologia e professor de antropologia Cultural e Social na Sorbonne (Universidade de Paris ( 2019)). Ele também é laureado sênior do Institut Universitaire de France desde 2012  e membro não residente do WEB DuBois Research Institute da Universidade de Harvard desde 2017. O trabalho de Dianteill explora teorias antropológicas e sociológicas sobre religião e interconexões entre poderes políticos e religiosos. Inclui também o estudo das origens simbólicas da dominação e da resistência. E autor de dez livros (incluendo três livros com Michael Löwy sobre teorias da religião na ciências sociais) e coordenador de quinze obras coletivas.
Erwan Dianteill criou em 2010 o Centro de Antropologia Cultural e Social – CANTHEL  – componente da Escola de Humanidades e Ciências Sociais – Sorbonne.  Junto com Francis Affergan, fundou também a cArgo  – International Journal for Cultural and Social Anthropology (Paris, França), em 2011.
Foi professor visitante na Universidade da Califórnia em Santa Bárbara, na Universidade de Tulane (Nova Orleans), na Universidade de Buenos Aires, na Universidade Nacional de Honduras, na Universidade de Havana, na Universidade de Viena,  na Universidade Federal do Pará e na Universidade de Harvard (Divinity School em 2016) e Departamento de Estudos Africanos e Afro-Americanos em 2020). 

## Religiões africanas e afro-americanas
Dianteill é um especialista das religiões africanas (vodum em Benin, orixas em Nigeria) e afro-americanas (santeria cubana, Ifa americano, cristianismo negro na Nova Orleães). Siguendo o metodo participativo de Pierre Verger e Roger Bastide, foi iniciado integralmente em Havana (Cuba) em 1996 como santero e babalaô, no barrio popular "El Canal del Cerro". Dianteill explica de maneira detalhada esse modo de pesquisa antropológica e suo significado subjetivo no primer capitulo de seu livro Deuses e sinais (2000), intitulado "Como um sociólogo se torna babalaô".   
Segundo Roberto Motta, especialista em religiões africanas no Brasil e professor da Universidade Federal de Pernambuco, a obra Deuses e sinais (publicada em francês em 2000 e em espanhol em 2019) é um "verdadeiro tratado sobre as religiões afro-cubanas (...) Não há um único Brasileiro que tenha frequentado o Candomblé na Bahia e no Rio, ou o Xangô no Recife, que não se encontra nas pessoas, nos templos, nos rituais, nas iniciações aqui descritas e no entusiasmo de Erwan Dianteill."
Dianteill foi editor científico do catalogo da exposição Brésil: l'héritage africain no Musée Dapper em Paris em 2005.  
E também autor de um estudo sobre a afinidade entre os espíritos da Umbanda e os novos médios de comunicação. Siguendo a Marc Augé, Dianteill propõe a expressão de "caboclo super-moderno". Dianteill é além autor (com Michèle Chouchan) de um estudo comparativo da figura do deus Exu, em África e no Novo Mundo. 

## Povos indigenas
Dianteill participou a o primeiro congresso (Itaituba, 2018) e o quarto congresso (Belém, 2023)  do Instituto de Pesquisa em Estudos Culturais e Ambientais Sustentáveis da Amazônia (IPEASA), em defensa dos direitos dos povos indigenas.  

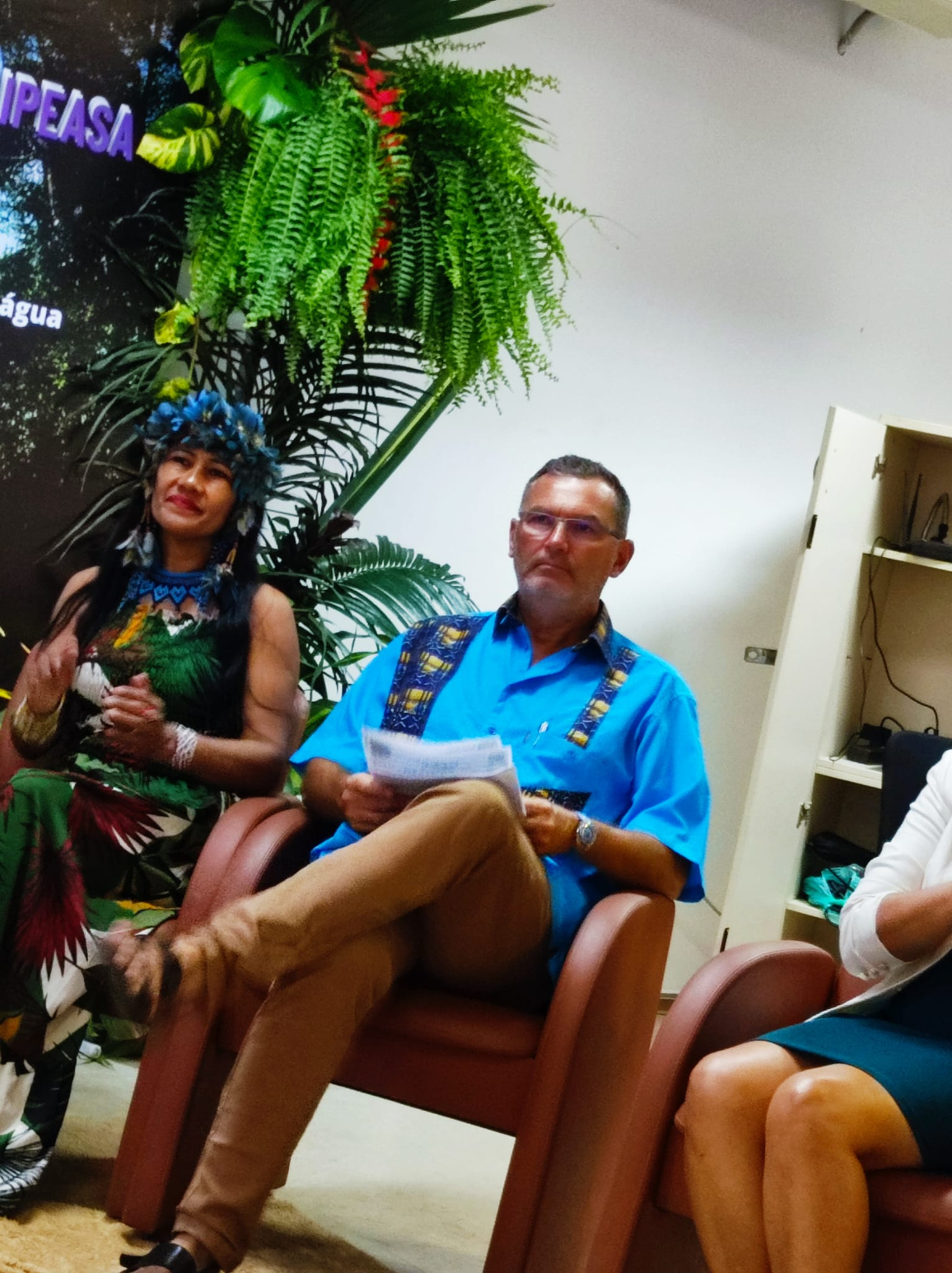
Dianteill com Irleusa Souza Robertino (Associação Indígena Apiaká Iakunda’Y), Congresso IPEASA, 2023